# Charlene Rendina

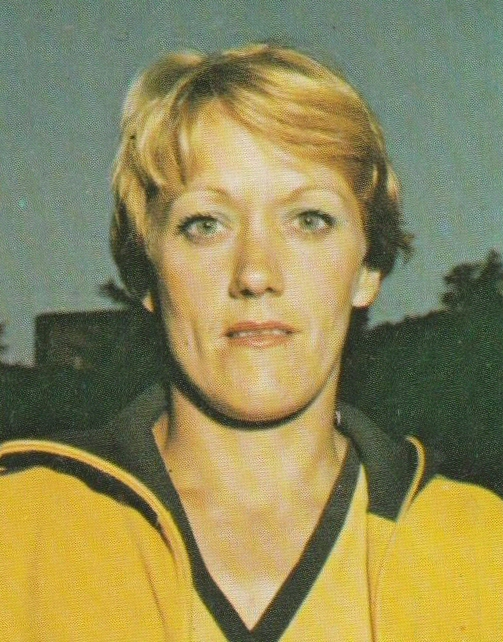
Charlene Rendina (1976) australische Leichtathletin

Charlene Louise Rendina geb. Neighbour (* 18. Dezember 1947) ist eine australische Leichtathletin, die in den 1970er Jahren als Läuferin über 400 und 800 Meter erfolgreich war. Sie nahm an zwei Olympischen Spielen teil.
Sie ist 1,62 m groß und wog in ihrer aktiven Zeit 54 kg.

## Erfolge
Charlene Rendina lief zunächst über 200 und 400 Meter, bevor sie sich ab 1970 auf die 400 Meter und ab 1973 zusätzlich auf die 800-Meter-Distanz spezialisierte. Dabei konnte sie zweimal die nationale Doppelmeisterschaft gewinnen.
- 1968: 200 m / 400 m: Vierte Vorlauf
- 1969: 200 m: Sechste in 24,7 s / 400 m: Vierte Vorlauf
- 1970: 400 m: Fünfte Vorlauf in 57,2 s
- 1971: 400 m: Zweite in 54,4 s
- 1972: 400 m: Dritte in 53,2 s
- 1973: 400 m: Meisterin in 53,4 s / 800 m: Meisterin in 2:06,8 min
- 1974: 400 m: Zweite in 53,8 s / 800 m: Meisterin in 2:05,9 min
- 1975: 400 m: Meisterin in 53,6 s / 800 m: Meisterin in 2:05,1 min
- 1976: 800 m: Meisterin in 2:00,1 min
- 1978: 800 m: Zweite in 2:04,4 min
- 1979: 800 m: Meisterin in 2:02,40 min

Im Jahr 1972 vertrat sie ihr Land bei den Olympischen Spielen in München auf der 400-Meter-Strecke. Nachdem sie im Vorlauf (Erste), im Zwischenlauf (Erste) und im Halbfinale (Dritte) jeweils unter 52 Sekunden geblieben war, bestätigte sie ihre brillante Form im Endlauf und wurde in 51,99 s Sechste. Auch die australische 4-mal-400-Meter-Staffel, in der sie Schlussläuferin war, kam auf Platz 6 (3:28,84 min)
Das Jahr 1973 brachte ihr die ersten Podestplätze bei internationalen Veranstaltungen. Bei den Pacific Conference Games, die in Toronto ausgetragen wurden, gewann sie zwei Silbermedaillen:
- über 400 m in 52,9 s hinter ihrer Landsfrau Judy Canty (Gold in 52,9 s) und
- über 800 m in 2:05,2 min hinter der US-Amerikanerin Mary Decker (Gold in 2:05,1 min)

Im Jahr darauf (1974) durfte sie bei den Commonwealth-Spielen in Christchurch ihre größten Erfolge feiern. Sie gewann drei Medaillen:
- 800 m: Gold in 2:01,11 min vor der Neuseeländerin Sue Haden (Silber in 2:02,04 min)
- 400 m: Bronze in 52,08 s hinter der für Kanada startenden Yvonne Saunders (Gold in 51,67 s) und der Britin Verona Elder (Silber in 51,94 s)
- 4 × 400 m (mit Charlene Rendina als Startläuferin): Silber in 3:30,7 min hinter Großbritannien (Gold in 3:29,2 min).

Im Jahr 1976 folgte ihre zweite Teilnahme an Olympischen Spielen. In Montreal startete sie über 800 Meter und gelangte dort bis ins Halbfinale, wo sie als Fünfte in 2:00,29 min die Konkurrenz beenden musste. Mit dieser Zeit wäre sie im Finale auf den achten und letzten Platz gekommen, da die ersten sieben Läuferinnen unter der 2-Minuten-Grenze blieben. Mit der Staffel, in der sie als dritte Läuferin ins Rennen ging, kam sie in ausgezeichneten 3:25,56 min auf Platz vier.
In den folgenden Jahren ging ihre Leistungskurve zurück. Bei den Commonwealth-Spielen 1978 in Edmonton kam sie über 800 Meter in 2:04,82 min lediglich auf Platz acht, genau 2 Sekunden hinter der siegreichen Judith Peckham geb. Canty. (In der australischen 4-mal-400-Meter-Staffel, die Silber gewann, war sie nicht vertreten). Zum Abschluss ihrer Karriere im Jahr 1979 errang sie beim Weltcup in Montreal in 2:02,62 min noch einmal einen respektablen fünften Platz.
Ihre persönlichen Bestleistungen:
- 400 m: 51,90 s (gelaufen 1972)
- 800 m: 1:59,0 min (gelaufen 1976). Diese Zeit war bis Februar 2008 australischer Landesrekord.